# 马修·格莱策
马修·格莱策（英語：Matthew Glaetzer，1992年8月24日—）是一名澳大利亚场地自行车运动员。

## 生涯
他参加了2012年夏季奥林匹克运动会的团体争先赛项目，同年也获得2012年世界场地自行车锦标赛男子团体争先赛冠军。
他也代表澳大利亚参加了巴西里约热内卢的2016年夏季奥林匹克运动会的男子争先赛、男子凯林赛和男子团体争先赛项目。